# ناهم‌رگه‌ها
ناهم‌رگه‌ها (نام علمی: Heteroneura) نام یک infraorder از زیرراسته پیچ‌زبانان است.